# Pál Teleki
Pál Teleki (n. 1 noiembrie 1879, Budapesta, Austro-Ungaria – d. 3 aprilie 1941, Budapesta, Regatul Ungariei) a fost un geograf și politician maghiar, descendent al familiei Teleki din Transilvania. 
A fost prim-ministru al Ungariei din 1920 până în 1921 și din 1939 până în 1941. A fost cunoscut ca expert în geografie, a fost membru al Academiei Maghiare de Științe și șeful organizației maghiare de cercetași Magyar Cserkészszövetség.
Tatăl său, Géza Teleki (1843-1913), originar din Dej, a fost scriitor și politician, pentru scurt timp ministru de interne. Mama sa a fost Irén Muráti (Muratisz) (1852-1941), fiica unui negustor grec. 

## Prima guvernare
În 25 iulie 1920 guvernatorul Miklós Horthy l-a desemnat prim-ministru. În afară de această funcție, mai era și ministru al minorităților. La 14 aprilie 1921, după negocieri eșuate cu Carol al IV-lea, și-a dat demisia.

## Acuzațiile de antisemitism
În 1920 Teleki a inițiat 12 legi antievreiești, începând cu „numerus clausus” (număr limitat). În 1928 István Bethlen (pe atunci Bethlen era prim-ministru după demisia lui Teleki din 1921) a vrut să modifice legile antievreiești, iar Teleki era foarte revoltat și a făcut tot ce sa poate pentru a se opune modificărilor. În 1939 Teleki a scris preambulul celei de-a doua legi antievreiești și a planificat a treia lege antievreiască în 1940. El a și semnat 52 de decrete antisemite, iar membrii guvernului său au emis alte 56 de decrete antievreiești. În 1940, în timpul guvernării sale, liderul nazist al Partidului Crucilor cu Săgeți, Ferenc Szálasi, a fost amnistiat, iar astfel mișcarea nazistă s-a întărit. În octombrie 1940 a permis trecerea tancurilor germane prin Ungaria spre România.
La 5 noiembrie 1940 Pál Teleki s-a întâlnit cu Adolf Hitler în Germania și a ridicat problema evreilor din Europa, propunându-i lui Hitler deportarea evreilor din Europa după încheierea războiului. 
Documentul "Numerus Clausus" semnat de Horthy István și Teleki Pál, pe data de 24 septembrie 1920.

## A doua guvernare
În 1938 Teleki a revenit în politică, mai întâi ca ministru al culturii. Teleki a fost unul dintre reprezentanții delegației Ungariei la Dictatul de la Viena.
Pe 12 decembrie 1940 a semnat la Belgrad tratatul de prietenie cu Iugoslavia. Întrucât pe 2 aprilie 1941 amiralul Miklos Horthy a permis ca trupele germane să treacă prin Ungaria spre Iugoslavia, Teleki a considerat acest fapt drept o încălcare a cuvântului dat și s-a sinucis în ziua următoare.

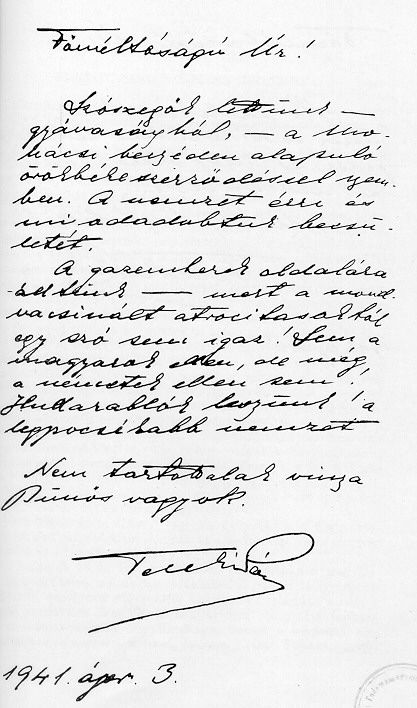
Facsimil al notei de sinucidere a lui Pál Teleki